# Erika Vution
Erika Vution, née le 15 décembre 1986 à Oceanside, est une actrice pornographique américaine noire, ayant commencé sa carrière à 19 ans, concurrente de Jada Fire[Quoi ?] âgée de 10 ans de plus.
Elle mesure 1,73 mètre pour 58 kg, son tour de poitrine est 85E. Elle a des piercings aux oreilles, à la langue, aux mamelons, au nombril et au sexe[réf. souhaitée].
Son premier film est 3 Ways All Ways 1, en 2005. Elle fait une courte apparition en tant qu'actrice dans le cinéma mean stream (film Black Dynamite, en 2009).

## Filmographie sélective
- 2005 : 3 Ways All Ways 1
- 2006 : No Man's Land Interracial Edition 11
- 2007 :
  - Super Whores 10
  - Freakaholics 2
  - Dippin' Chocolate 7
  - Black Jack
- 2008 :
  - White Slavery
  - Super Naturals 8
  - Natural Knockers 14
  - Minority Rules 4
  - Mean Black Bitches
  - Mean Bitches POV
  - Jack's All Stars 2
  - Ebony XX 6
  - Boobaholics Anonymous 4
  - Black Sweeties
  - Big Wet Black Tits 2
  - 110% Natural 17
- 2009 : 
  - Kick Ass Chicks 68: Strap-On Fun!
  - Fuck My Tits 5
  - Black Dynamite (Ashlie R. Jackson)
- 2010 : 
  - Black Seductions
  - Interracial Lip Smacking Lesbians
- 2011 :
  - Black Girls Need White Pussy Too
  - Zebra Girls 1
- 2012 : 
  - Girl Friends Rock
  - I Want A Sister Not A Mister
- 2013 : 
  - Interracial Pussy Lickers
  - It's All Pink On The Inside 4
- 2014 : Darkside
- 2016 : Pretty Pussy Petting
- 2017 : Interracial Lesbians